# August Strindberg
Johan August Strindberg (AFI: [ˈǒːɡɵst ˈstrɪ̂nːdbærj]; Stoccolma, 22 gennaio 1849 – Stoccolma, 14 maggio 1912) è stato un drammaturgo, scrittore e poeta svedese.
Per la vastità e la rilevanza della produzione (che ricopre praticamente tutti i generi letterari ed è raccolta in circa cinquanta volumi, a cui se ne aggiungono ventidue di corrispondenze), il suo nome affianca il norvegese Henrik Ibsen all'apice della tradizione letteraria scandinava e raggiunge per riconoscimento unanime un seggio tra i massimi artisti letterati del mondo.
La vita di Strindberg fu tumultuosa, tessuta di esperienze complesse e scelte radicali e contraddittorie, a tratti rivolta contemporaneamente a molteplici discipline non direttamente attinenti alla figura ufficialmente letteraria dell'autore: scultura, pittura e fotografia, chimica, alchimia, teosofia. Sintomi di una rottura intima del proprio animo con la dimensione convenzionale del tempo e del vivere, elementi dunque reciprocamente contaminati nell'atto creativo e fondamentali per la sua interpretazione.
Fu il destinatario di uno dei biglietti della follia di Friedrich Nietzsche.

## Biografia

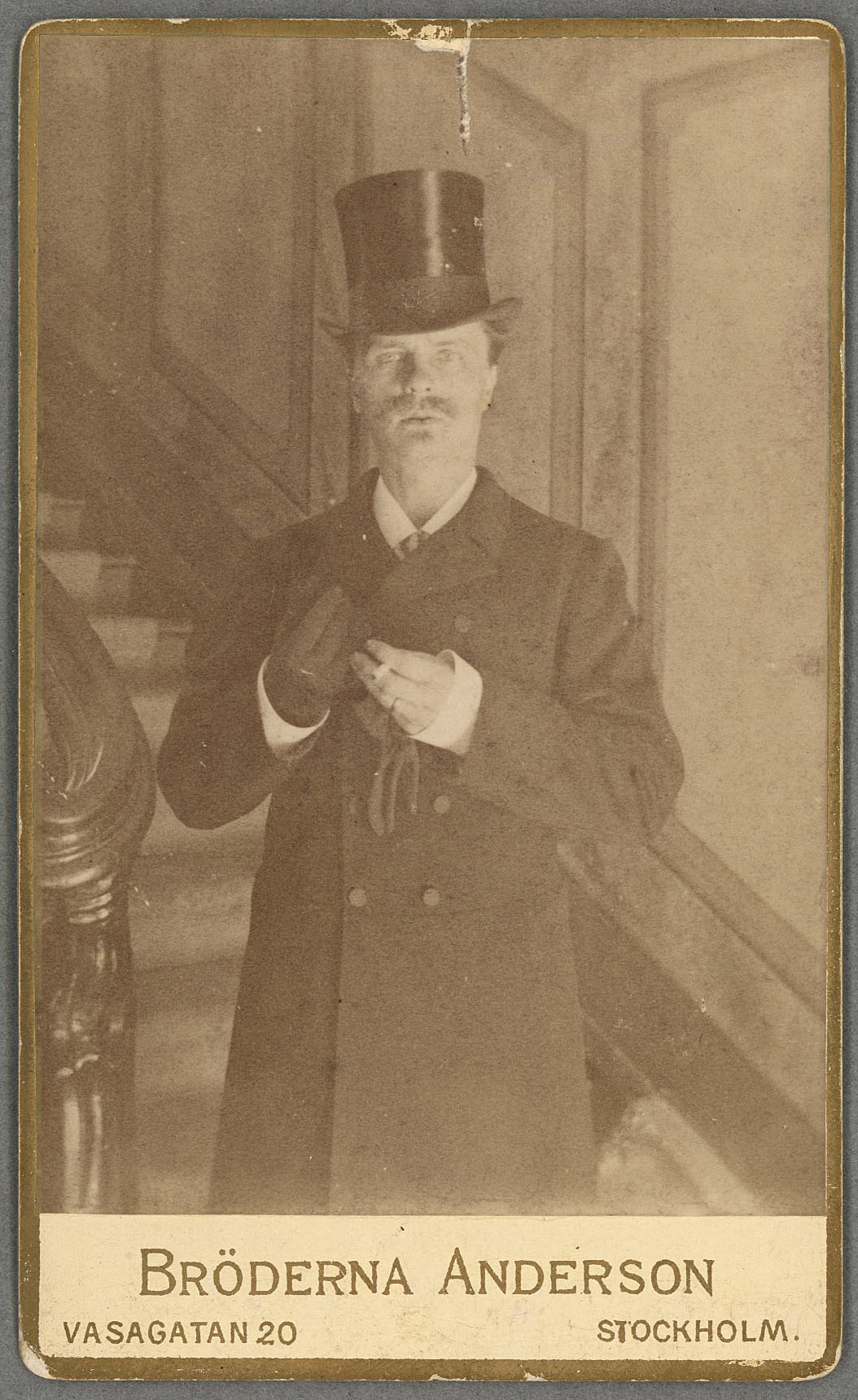
August Strindberg, Autoritratto, fotografia, 1886. Biblioteca nazionale svedese, Stoccolma, Svezia

August Strindberg nacque terzo figlio di Carl Oskar Strindberg ed Eleonora Ulrika Norling, d'estrazione piccolo borghese il primo, commissionario di battelli a vapore, cameriera la seconda, un'unione già densa di contrasti per l'autore che la farà emergere nell'opera autobiografica Il figlio della serva (Tjänstekvinnans son I-V, 1886-1909).
Strindberg si diplomò nel 1867, intraprendendo gli studi di filologia e medicina per finanziare i quali si mantenne per un periodo insegnando in una Folkskola. Tentata e fallita la via di una carriera come attore, nel 1870 decise finalmente di iscriversi all'Università di Uppsala, iniziando a sperimentare la creazione letteraria.

Siri Strindberg von Essen, 1882, fotografata da Gösta Florman. Swedish Performing Arts Agency, Stoccolma, Svezia

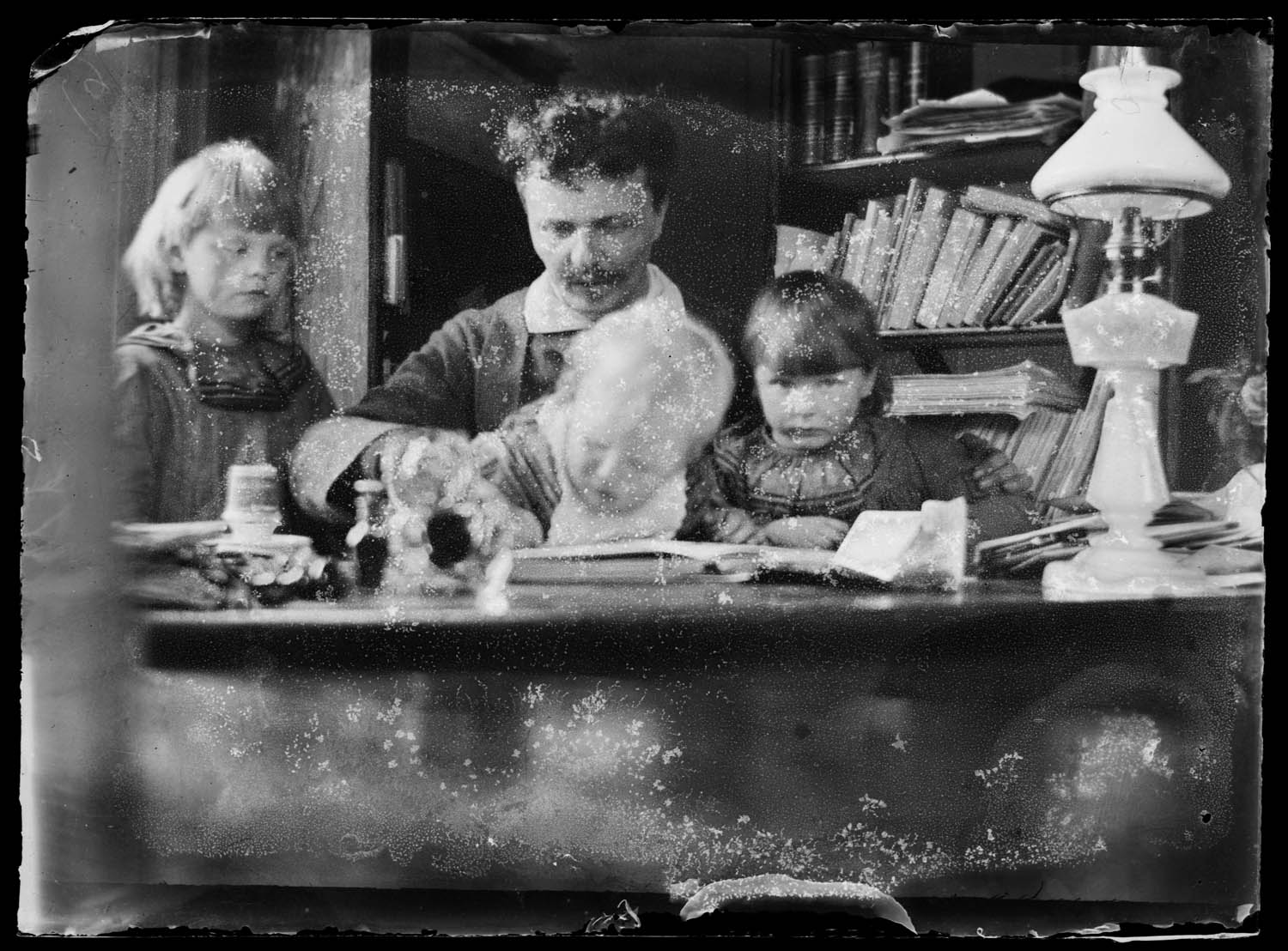
August Strindberg, Autoritratto con i bambini Karin, Hans e Greta a Gersau, 1886, fotografia. Biblioteca nazionale svedese, Stoccolma, Svezia

La sua condizione economica lo costrinse dopo soli due anni ad abbandonare gli studi e a ritornare nella capitale, ma nel 1874 poté lavorare come giornalista per il quotidiano Dagens Nyheter e soprattutto accedere alla mansione di bibliotecario reale nella Biblioteca reale (Kungliga Biblioteket) fino al 1882. Nel 1877 si sposò con l'attrice finnosvedese Siri von Essen, dalla quale ebbe i figli Karin, Greta e Hans rispettivamente nel 1880, nel 1881 e nel 1884.
L'esordio vero e proprio avvenne nel 1879 con l'uscita de La camera rossa (Röda Rummet), mentre l'opera Maestro Olof (Mäster Olof), concepita già nel 1871 e che attira costantemente le aspettative di Strindberg, è respinta dai teatri e deve attendere il 1881 per essere rappresentata.
Negli anni successivi compose un'opera storica, Il popolo svedese (Svenska folket, 1881-1882) e il romanzo Il nuovo regno (Den nya riket, 1882). Queste opere erano composte in uno stile realista e rivolte con una forte critica a tutte le istituzioni sociali. Venne così fortemente discusso e criticato da sentirsi motivato a trasferirsi a Parigi (1883) e, più tardi, in Svizzera.
Assieme a Siri e ai bambini si aggiunse alla comunità scandinava di artisti a Grez. Durante il soggiorno all'estero continuò a scrivere e pubblicare romanzi come Sposarsi (Giftas, 1884-1886, dodici racconti di cui uno intitolato La casa delle bambole scritto in risposta al dramma di Ibsen Casa di bambola), i romanzi autobiografici come Il figlio della serva (Tjänstekvinnans son, 1886) e Apologia di un pazzo (En dåres försvarsdal, 1886-1887), le pièce Il padre (Fadren, 1887) e altri drammi critici delle realtà sociali come La signorina Giulia (Fröken Julie, 1888) e i saggi contenuti in Utopie nella realtà (Utopier i verkligheten, 1885). La prima parte della raccolta di novelle Sposarsi suscitò le accuse di blasfemia che alimentarono il cosiddetto Processo-Giftas (Giftas-Processen). Altri lavori valsero a Strindberg l'etichetta di misogino in tutta l'Europa.
Egli, comunque, almeno fino al 1889 sarebbe stato lontano dalla patria. Un lungo periodo durante il quale la relazione con Siri von Essen si compromise fino ad assumere una tensione paragonabile a quella incarnata dai personaggi femminili delle sue opere. In seguito si risposò altre due volte, con Frida Uhl (dal 1893 al 1897) e con Harriet Bosse (da 1901 al 1904), ma entrambi i matrimoni si conclusero dopo breve tempo.
Nel 1907 fondò con August Falck il Teatro Intimo (Intima Teatern) di Stoccolma, creato sul modello del Kammerspielhaus di Max Reinhardt, dove mettere in scena gli innovativi Drammi da camera.
Il giorno di Natale del 1911 si ammalò di polmonite, dalla quale non si riprese mai del tutto ; in più, iniziò a mostrare chiaramente i sintomi di un cancro allo stomaco, i cui primi segnali si erano manifestati qualche anno prima. Morì all'età di 63 anni a Stoccolma nel 1912. Ai suoi funerali si formò un corteo spontaneo di lavoratori; questo perché negli ultimi anni della sua vita egli sostenne la loro causa.
(August Strindberg, prefazione a La signorina Julie)

## Opere

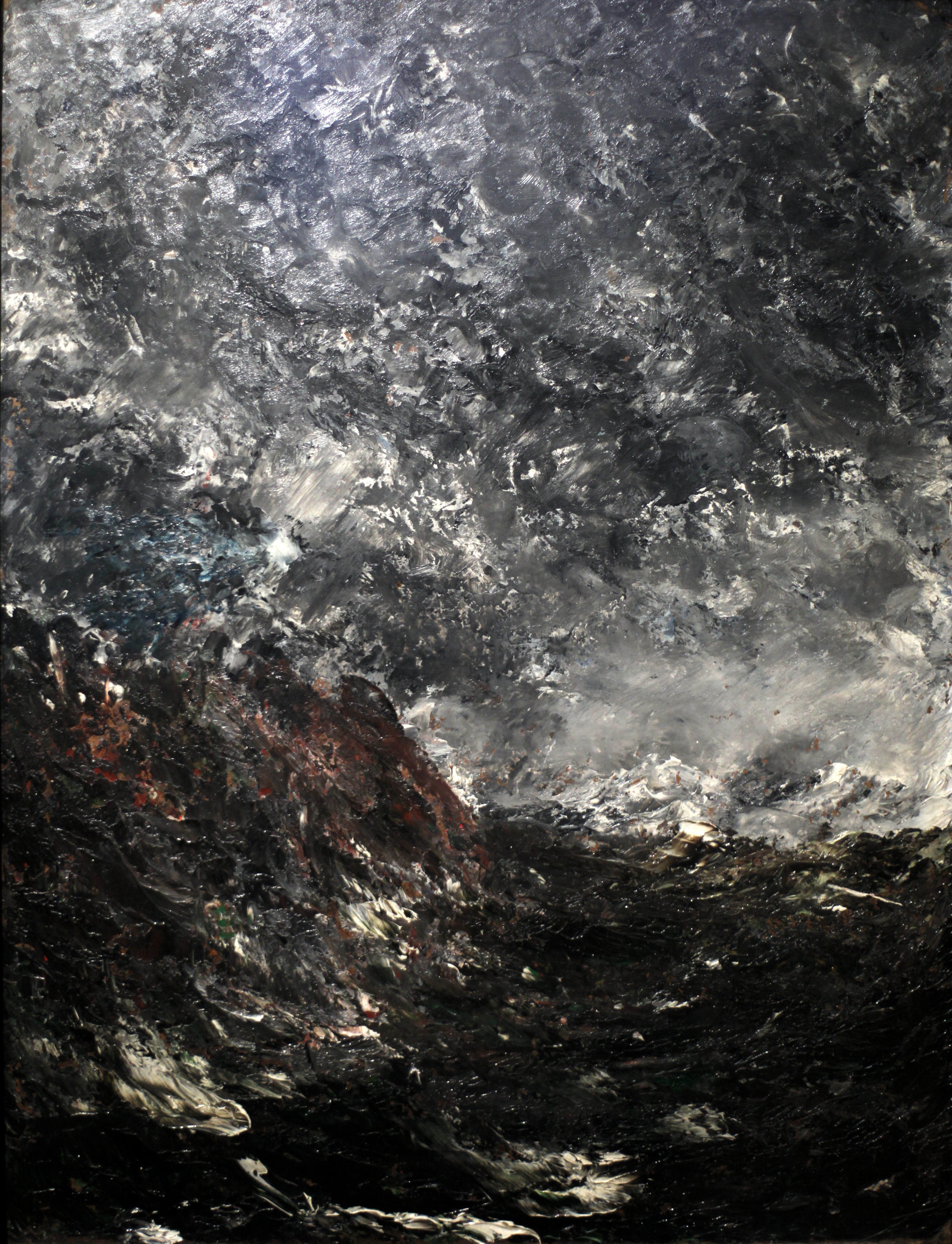
August Strindberg, Marina con scogliera, 1894, olio su cartone, 39,9 x 30,0 cm. Museo d'Orsay, Parigi, Francia

August Strindberg, Marina, olio su cartone, 1894. Museo nazionale di Stoccolma, Svezia

August Strindberg, La città, olio su tela, 1903. Museo nazionale di Stoccolma, Svezia

Strindberg scrisse cinquantotto drammi e un'autobiografia (nove volumi, Il figlio della serva, 1886-1903).

### Teatro
- Maestro Olof (1872)
- Il padre (1887)
- Camerati (1888)
- La signorina Julie (1888)
- Creditori (1889)
- Paria (1889)
- Samun (1889)
- La più forte (1889)
- Avvento (1898)
- Verso Damasco (1898-1901)
- Delitto e delitto (1899)
- Pasqua (1901)
- Danza di morte (1901)
- Il sogno (1902)
- Temporale (1907)
- La casa bruciata (1907)
- La sonata degli spettri (1907)
- Il pellicano (1907)
- Il guanto nero (1908)
- L'isola dei morti (1908)
- La grande strada maestra (1909)

### Romanzi
- La camera rossa, (Röda rummet, 1879)
- Tempo di fermenti o Età di fermenti (Jäsningstiden, 1886)
- Il figlio della serva (Tjänstekvinnans son, 1886) [romanzo autobiografico]
- Gli abitanti di Hemsö o La gente di Hemsö o Gli isolani di  Hemsö (Hemsöborna, 1887)
- Autodifesa di un folle o L'arringa di un pazzo (Le Plaidoyer d’un fou, 1888) [originale scritto in francese], trad. di Giuseppe De Col, Milano, SE, 1989; trad. di Francesco Bergamasco, Milano, Adelphi, 2016.
- Ciandala (Tschandala, 1888), trad. di Franco Perrelli, Milano, SugarCo, 1984; Milano, SE, 1995.
- Mare aperto (I havsbandet, 1890), trad. di Fulvio Ferrari, Milano, Mondadori, 1986.
- Una strega (En haxa, 1890), trad. di Maria Pia Muscarello, Torino, Libreria Stampatori, 2004.
- Inferno, 1897, trad. di Carlo Picchio, Roma, Newton Compton, 1994, Luciano Codignola, Milano, Mondadori, 2004.
- Il chiostro o L'abbazia (Klostret, 1898), trad. di Marco Scovazzi, Milano, Rizzoli, 1970; trad. di Franco Moccia, Milano, Il formichiere, 1978.
- Solo (Ensam, 1903), trad. di Franco Perrelli, Milano, Carbonio, 2021.
- La festa del coronamento o Lampada verde (Taklagsöl, 1907), trad. di Franco Perrelli, Milano, Carbonio, 2022.
- Bandiere nere (Svarta fanor, 1907)
- Il capro espiatorio o La vittima (Syndabocken, 1907), trad. di Franco Perrelli, Milano, Sugarco, 1987; Milano, Carbonio, 2023.
- L'Olandese (Holländarn, 1918), trad. di Franco Perrelli, Milano, Iperborea, 1991 [frammento incompiuto, pubblicato postumo].

### Raccolte di racconti
- From Fjerdingen and Svartbäcken, 1877
- I Vårbrytningen: Ungdomsarbeten, IV voll., 1881 [per l'infanzia]
- Sposi o Sposarsi (Giftas, vol. I, 1884; vol. II, 1885)
- Utopier i verkligheten, 1885
- Skaerkarlslif: Beraettelser, 1888
- Leggende, 1898
- Samvetsqval, 1899 [racconto]
- Fagervik och Skamsund, 1902
- Fiabe (Sagor, 1903)
- Stanze gotiche (Götiska rummen, 1904)
- Historiska miniatyrer, 1905
- Fabler och smårre beråttelser, 1909

### Raccolte poetiche
- Från hafvet: Här och der; Dikter och verkligheter, 1881 [versi e prosa]
- Dikter på vers och prosa, 1883
- Notti di sonnambulo ad occhi aperti (Sömngångarnätter och vakna dagar, 1884), trad. di Massimo Ciaravolo, Bari, Edizioni di pagina,  2023.
- Ordalek och småkonst, 1905

### Saggistica
- Gamla Stockholm, con Claes Lundin, 1880
- Kulturhistoriska studier, 1881
- Svenska folket i helg och söcken, i krig och i fred, hemma och ute; eller, Ett tusen år av svenska bildningens och sedernas historia, vol. I, 1881; vol. II, 1882
- Det nya riket, 1882
- Likt och olikt, 1884
- August Strindbergs lilla katekes för underklassen, 1884
- Kvarstadsresan, 1885 [autobiografia in forma di lettere]
- Vivisectioner, 1887
- Blomstermaalningar och djurstycken ungdomen tillaegnade, 1888
- Bland franska boender, 1889
- Om modern drama och modern teater, 1889
- Tryckt och otryckt, 1890-1897
- Les Relations de la France avec la Suede jusqu'a nos jours, 1891
- Antibarbarus, 1892
- Jardin des plantes, 1896
- Diari occulti, (1896-1908)
- Hortus Merlini: Lettres sur la chimie; Sylva sylvarum, 1897
- Svensk natur, 1897
- Typer och prototyper inom mineralkemien: Festskrift till firandet af Berzelii femtioaarsminne, 1898
- Jakob brottas, 1898
- Vaerldshistoriens mystik, 1901
- Oeppna brev till Intima Teatern, 1903
- Libri blu. Antologia a cura di Franco Perrelli, Milano, Carbonio, 2025 (Blå böcker, 4 voll., 1907-1912).
- Discorso alla nazione svedese (Tal till Svenska Nationen om olust i landet, levernet, litteraturen och laerdomen ... Sjunde upplagan), 1910
- Författaren: En sjåls utvecklingshistoria, 1910
- Lo stato popolare (Folkstaten: Studier till en stundande författningsrevision), 1910
- Modersmaalets anor, 1910
- Vaerldspraakens roetter, 1910
- Rinascita religiosa (Religioes renaessans), 1910
- Kina och Japan: Studier, 1911
- Kinesiska språkets hårkomst, 1912

### Altro
- Lui e Lei, a cura di Fulvio Ferrari, Alessandria, Il Quadrante, 1986.
- Lettere, a cura di Franco Perrelli, traduzione di Franco Perelli, Bologna, Cue Press, 2019 ISBN 978-88-551-0026-7.
- Scritti sul teatro, a cura di Franco Perrelli, con Marco de Marinis, Bologna, Cue Press, 2018, ISBN 978-88-997-3715-3.

## Adattamenti
Ett Drömspel (in inglese: A Dream Play) è un film per la televisione del 1963 diretto da Ingmar Bergman e tratto dal lavoro teatrale di August Strindberg.
La regista e produttrice cinematografica norvegese Unni Straume ha realizzato nel 1994 il lungometraggio Drømspel, un nuovo adattamento ispirato all'opera drammatica Il Sogno del drammaturgo svedese.